# Lenca du Salvador
Le lenca du Salvador est une langue amérindienne, de la famille des langues lencas parlée au Salvador. La langue est éteinte.

## Documentation
La langue est faiblement documentée. Lyle Campbell put encore obtenir quelques mots de la langue d'un homme âgé vivant dans la ville de Chilanga, avant son décès en 1970. Cet homme n'était pas lui-même un locuteur de langue maternelle, mais avait, dans sa jeunesse, entendu son père parler lenca. La langue a été cependant étudiée par Walter Lehmann, au début du XXe siècle.

## Classification
Le lenca du Salvador est une deux langues lencas, avec le lenca parlé au Honduras.